# チムリン
チムリン（Thymulin）または旧称：(血清)胸腺因子（facteur thymique sérique）は、胸腺の2つの異なる上皮集団によって産生されるノナペプチドであり、1977年にBachによって初めて報告された。生理活性を発現するには亜鉛を必要とする。ペプチドの配列は，H-Pyr-Ala-Lys-Ser-Gln-Gly-Ser-Asn-OHである。
このホルモンは、T細胞の分化やT細胞およびNK細胞の作用の増強に関与していると考えられている。胸腺に依存した免疫系に対するこのようなどちらかといえばパラクリン的あるいは自己器官的な作用に加えて、チムリンは神経内分泌的な作用も持っている様である。胸腺上皮と視床下部-下垂体軸の間には双方向の相互作用がある（例えば、チムリンは概日リズムを刻み、生理的なACTH濃度はチムリンの血漿濃度と正の相関があり、その逆もまた然りである）。
最近では、炎症性メディエーター／サイトカインに対する制御因子としてのチムリンの役割に注目が集まっている。チムリンのペプチド類似体（PAT）は、高濃度では鎮痛作用があり、中枢神経系では特に神経保護的な抗炎症作用がある事が判っている。星状膠細胞がチムリンのこの効果の標的となっていると思われる。研究者たちは、チムリンのアナログを用いて、神経変性疾患やリウマチに関連する炎症プロセスを抑制する薬剤の開発を期待している。
さらに、チムリンは神経性食欲不振症との関連も指摘されている。

## 参考資料
1. ↑  “チムリンとは何？ Weblio辞書”. www.weblio.jp. 2021年9月27日閲覧。
2. 1 2  “Biochemical characterisation of a serum thymic factor”. Nature 266 (5597):  55–7. (1977). Bibcode: 1977Natur.266...55B. doi:10.1038/266055a0. PMID 300146.
3. ↑  “Thymulin stimulates corticotrophin release and cyclic nucleotide formation in the rat anterior pituitary gland”. Neuroimmunomodulation 4 (2):  62–9. (1997). doi:10.1159/000097322. PMID 9483196.
4. ↑  “Role of thymulin or its analogue as a new analgesic molecule”. Ann. N. Y. Acad. Sci. 1088 (1):  153–63. (2006). Bibcode: 2006NYASA1088..153D. doi:10.1196/annals.1366.006. PMID 17192563.
5. ↑  Wade S; Bleiberg F; Mossé A et al. (1985). “Thymulin (Zn-facteur thymique serique) activity in anorexia nervosa patients”. Am. J. Clin. Nutr. 42 (2):  275–80. doi:10.1093/ajcn/42.2.275. PMID 3927699.